# Willem Warnaar
Willem Warnaar (Helvoirt, 10 april 1867 - Sassenheim, 1 februari 1942) was een Nederlands politicus en bloembollenkweker. Hij was lid van de Anti-Revolutionaire Partij (ARP). In 1925 zetelde hij enkele maanden in de Tweede Kamer der Staten-Generaal.
Hij werd op 31 augustus 1930 onderscheiden als Ridder in de Orde van Oranje-Nassau en op 10 april 1937 als Officier in de Orde van Oranje-Nassau.

## Biografie
Hij was een zoon van Abraham Warnaar (Oegstgeest, 18 april 1840 - Sassenheim, 9 maart 1927) en Petronella Hendrica Arnoldina Wijnnobel (Leiden, 1 oktober 1828 - ?, 2 juni 1912). Zijn vader en grootvader waren beiden bloembollenkwekers. Warnaar ging naar de lagere school. Hij werkte van 1892 tot 1899 als handelsreiziger voor de bloembollenkwekerij van baron Van Heemstra en bezocht toen vijfmaal de Verenigde Staten. Daar pleitte hij tegen een importverbod van bloembollen. Hij richtte in 1899 de bloembollenkwekerij en -handel Warnaar en Co. op. Van september 1905 tot 1 september 1941 was hij lid van de gemeenteraad van Sassenheim, van 22 januari 1912 tot 1 september 1941 lid van de Provinciale Staten van Zuid-Holland en van 2 september 1919 tot 1 februari 1942 was hij wethouder in Sassenheim. Hij zetelde in de Tweede Kamer van 27 mei tot 15 september 1925, maar woonde in die periode maar vier vergaderdagen bij.

### Persoonlijk leven
Op 11 oktober 1900 trouwde Warnaar in Sassenheim met Christina Cornelia Suzanne Frijlink. Zij hadden twee zoons en één dochter.